# Pěchota starověku

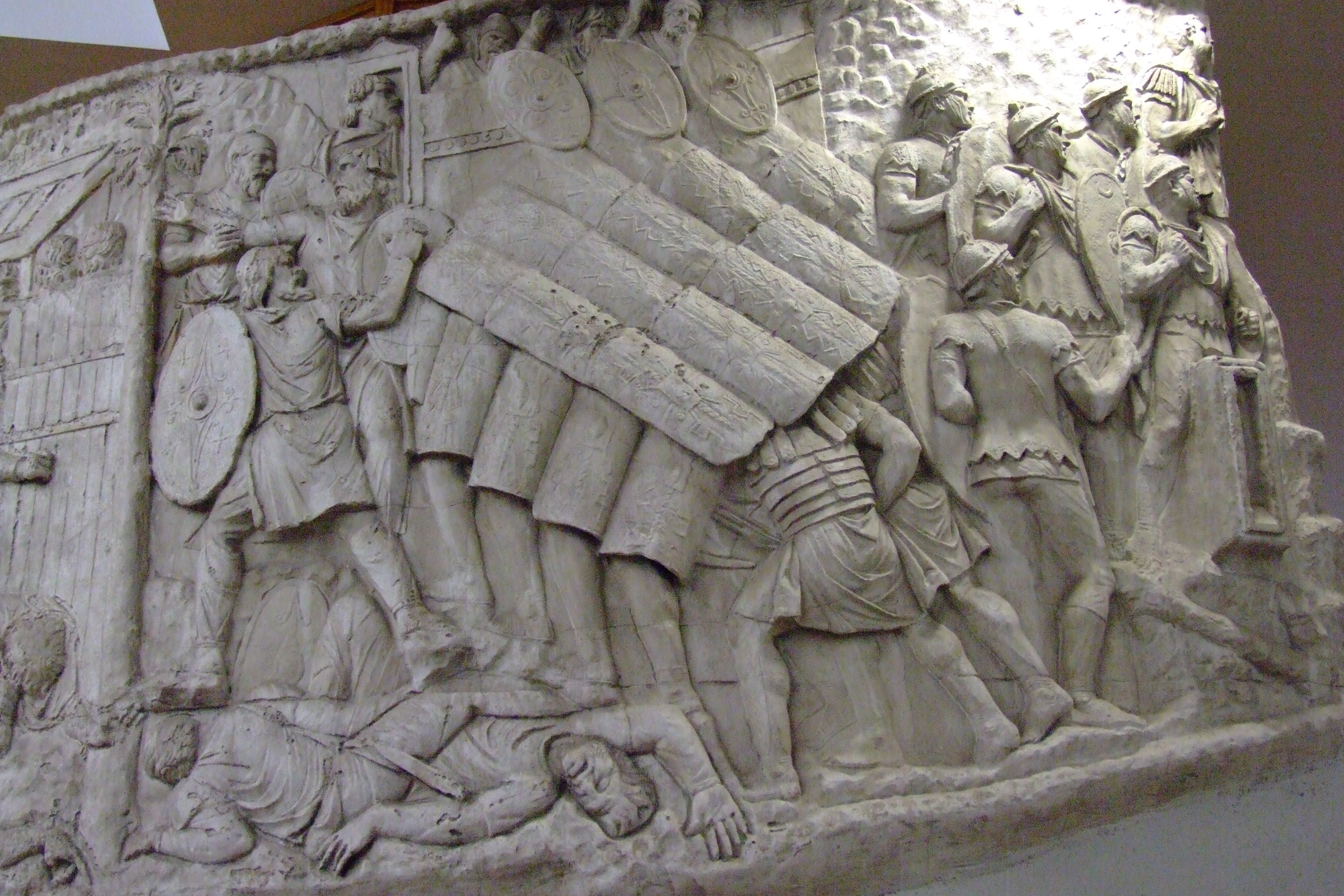
Římská formace testudo (želva)

Pěchota ve starověku představovala nejdůležitější součást armád. Nejznámějším příkladem jsou řecké falangy a římské legie, ale stejně důležitá byla i jiná vojska. Pěchotu měly všechny starověké armády a po většinu času tvořila jejich nejdůležitější součást. Během starověku došlo k obrovskému vývoji pěchotní taktiky a objevilo se i mnoho rozmanitých zbraní. Většina pěšáků té doby bojovala kopími, meči, oštěpy a luky. Snad nejsilnější zbraní byl meč, který je za symbol války považován i dnes. Ze začátku byla starověká pěchota vybavena nuzně: ve výzbroji měla pouze kopí a štít. Postupně začali pěšáci používat brnění, meče, luky a mnohé další zbraně. Jak už bylo řečeno, nejsilnějšími pěšími vojsky disponovala Římská říše a Řecko. Jejich armády byly takřka neporazitelné, což dokládá i rozsah jejich území. Když ke konci starověku pěchota upadala, potkal úpadek celou římskou armádu. V roce 476 dochází k pádu Římské říše a starověk končí, avšak pěchota zůstala důležitou součástí armády do naší doby.

## Primitivní pěchota

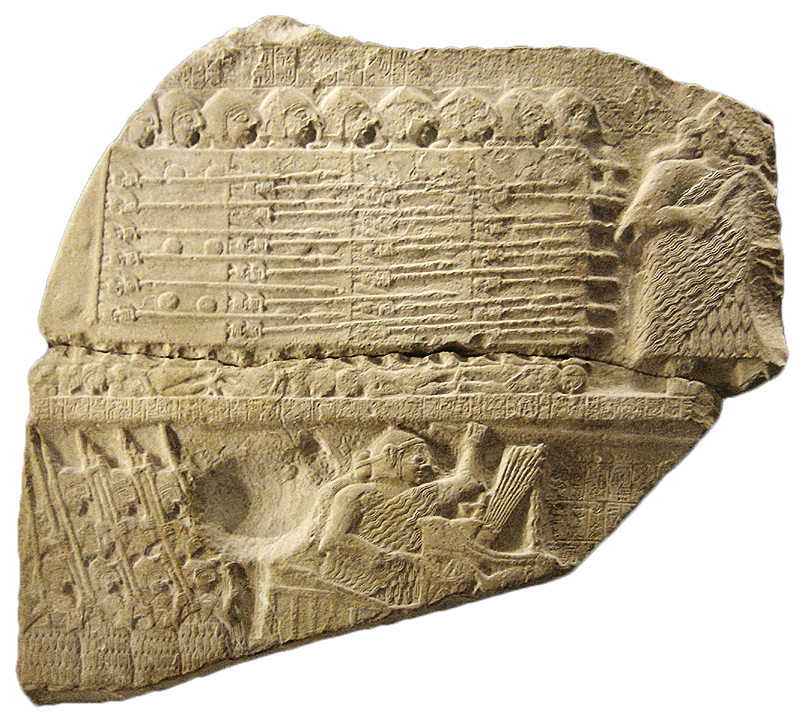
Zde je zobrazena bitevní formace

Od roku 9000 př. n. l. se s příchodem stálých zemědělských komunit začalo válečnictví vyvíjet, neboť disciplinované a hierarchické zemědělské společnosti začaly vytvářet disciplinované a hierarchické armády. S vlastnictvím stálých území přišla potřeba velkých bitev, ve kterých vítězná armáda zničila armádu poraženou a mohla tak pro vlastní vůdce zajistit další potřebná území. S příchodem civilizace tedy přišla potřeba organizovaných úderných jednotek.
Falanga, útvar pěchoty bojující v sevřeném útvaru oštěpy nebo kopími, je jedna z nejstarších válečných formací. Samotný název pro falangu (falanx) pochází z řečtiny a znamená válec. Její historie je úzce spjata s armádami starověkého Řecka a Alexandra Velikého, falangy však už dva tisíce let předtím používaly armády městských států v jižní Mezopotámii, které vznikly v letech 3000 př. n. l.
V té době byla většina zbraní vyrobena z bronzu nevalné kvality, vzhledem k nedostatku cínu na Blízkém východě. Mnoho tehdejších zbraní, které archeologové nacházejí, je ze stříbra nebo zlata. Bývají uloženy v hrobech králů nebo aristokracie, ale předpokládá se, že jde o vylepšené verze standardních polních zbraní, mezi něž patřil hlavně oštěp, sekera a dýka. Oštěpy v té době byly zjevně určeny k bodání na krátkou vzdálenost, tedy nikoli k vrhání, a jejich hroty jsou k ratišti pevně připoutány, aby zůstaly na místě i poté, co skončí v těle nebo štítu nepřítele. Sekery mají zakulacená ostří, která dokážou drtit přilby a lebky nepřátel. Umně zdobené dýky pak slouží jako záložní zbraně poslední záchrany. Vzhledem k důležitosti opevnění v sumerském válečnictví je zajímavé, že v archeologických nálezech chybí vrhací zbraně, ale jejich použití není zcela neznámé. Hlavní součást sumerských armád pravděpodobně tvořily falangy. Při bitvách zřejmě stály ve středu, zatímco lehké jednotky s oštěpy a sekerami bojovaly na křídlech.

## Egyptská pěchota

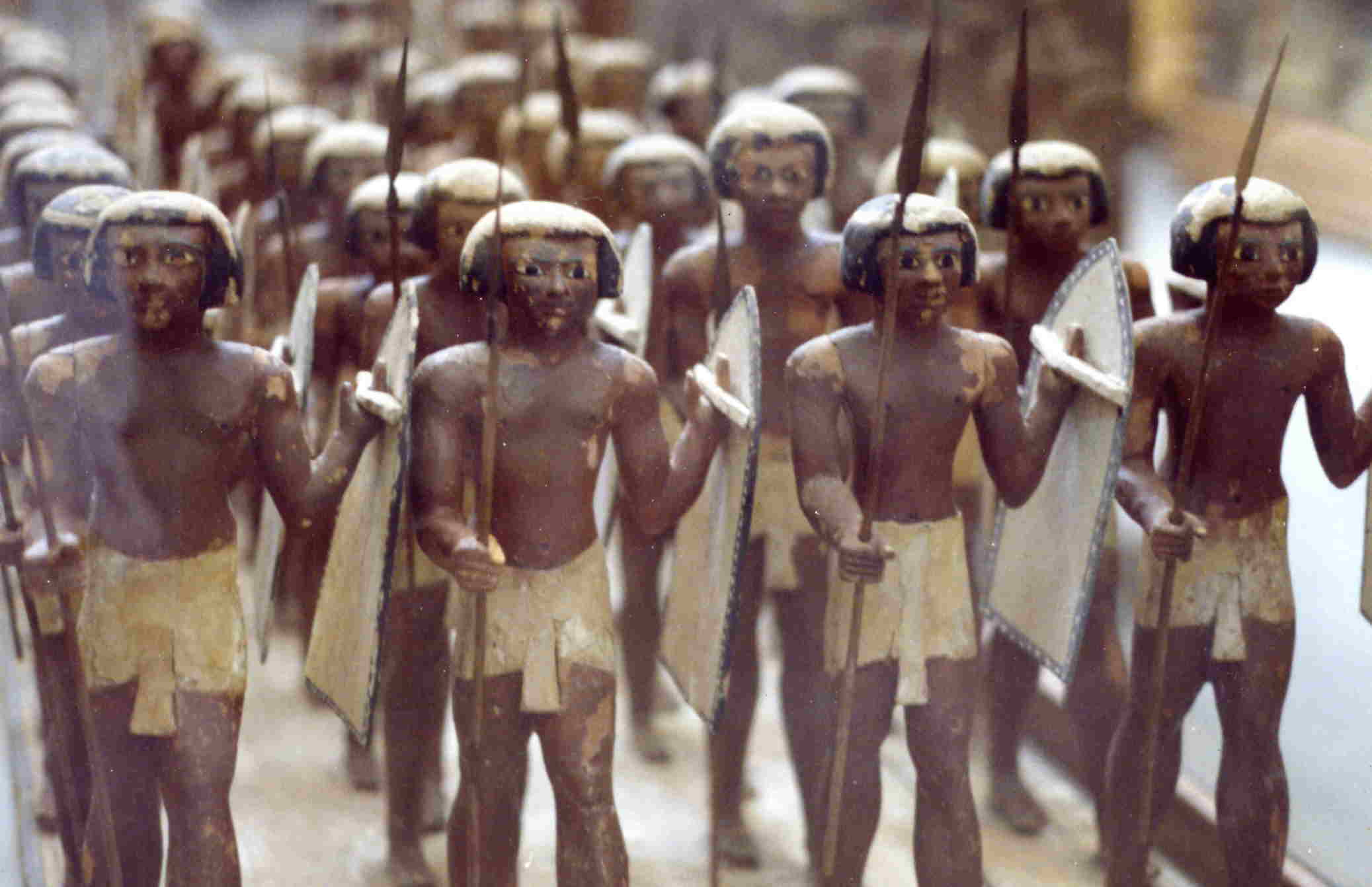
Dřevěné figurky egyptských vojáků

Egyptská Stará říše (cca 2650–2150 př. n. l.) měla armádu složenou z rekrutů, čítajících několik desítek tisíc, která byla doplněna nájemnými bojovníky z kmenů Núbie, ležící jižně od Egypta. Po pádu Staré říše vznikla Střední říše (2050 - 1640 př. n. l.). Střední říše měla armádu vytvořenou z branců tak, že z každé stovky obyvatel musel narukovat jeden muž. Armádě veleli profesionální velitelé, podřízení samotnému faraonovi. Existuje záznam o veliteli úderných jednotek, což naznačuje, že už v té době existovaly složky těžké pěchoty. Od roku 1720 př. n. l. Egypt napadli Hyksósové, Semité postupující zpoza Sinaje, kteří využili politické rozpory zemi a vlastní technologickou převahu k tomu, aby si Egypt podmanili, což se jim zcela podařilo v roce 1674 př. n. l. Hyksósové změnili egyptskou vojenskou kulturu použitím technologií Blízkého východu. Nejdříve naučili Egypťany stavět rychlé a pevné bojové vozy pro rozhodné válečné akce, vyrábět kvalitní bronzové zbraně, a též vyrábět kompozitní luky.
Armáda Nové říše (1565–1085 př. n. l.) kombinovala egyptskou organizaci s hyksóskou technikou a novou doktrínu založenou na agresivních manévrech. Jádro armády tvořili profesionálové, vysoce motivovaní sliby kořisti, otroků a pozemků, ze kterých rychle vznikala nová válečná kasta. V časech válek tuto armádu doplňovali odvedenci. Každý odvedenec už musel projít základním výcvikem. Egyptská pěchota byla dělena do rot po 250 a dále rozdělena do čet po 50. Existovaly dva hlavní typy pěchoty: lučištníci, kteří byli v době bitvy u Kadeše zcela vybaveni kompozitními luky a Nachtu-aa (úderné jednotky). V této době nosili lučištníci jen bederní roušky a zjevně tedy nebylo záměrem, aby se dostali do styku s nepřítelem. Ve vybavení Nakhtu-aa však došlo k jistému vývoji. Tito vojáci byli vybaveni kopími s širokými hlavicemi, krátkými sekerami s malými bronzovými hlavicemi a dřevěnými štíty s okrouhlou vrchní částí. Od roku 1500 př. n. l. začalo být běžné také brnění - většinou šlo o zpevněnou látku obepínající tělo, ale používány byly už také kožené nebo bronzové přilby. Taktika pěchoty se odvíjela od mohutných salv lučištníků, které dokázaly rozhodovat bitvy, pokud vezmeme v potaz sílu a přesnost kompozitních luků (dostřel více než 200 metrů), stupeň výcviku egyptských lukostřelců a nedostatek vhodného brnění v té době. Lučištníci byli zjevně nasazováni v řadách a vycvičeni tak, aby stříleli v salvách a podporovali postup válečných vozů nebo Nakhtu-aa.
V egyptské pěchotě bojovali také žoldnéři. Medjay byli příslušníci núbijských kmenů, využívaní jako lučištníci v raném období Nové říše. Byli také využívaní žoldnéři mořských národů. Ramesee II. měl u Kadeše osobní strážce z kmene Šardan. Šardanové byli první specializovaní šermíři v historii a kovový meč je rozhodně zbraň indoevropských národů. Meče byly zřejmě nejdříve z bronzu, ale od roku 1200 př. n. l. vzrůstá použití železa.

## Asyrská pěchota
Asyřané spolu s Chetity začali jako první ve velkém množství využívat železo. Na rozdíl od cínu, je železa na Blízkém Východě dostatek a železné zbraně byly tedy kvalitnější než zbraně bronzové, ale bylo také možné jich vyrábět velké množství a vybavit tak skutečně obrovské armády. Aššurnasirpalův syn Salmanassar III. v roce 845 př. n. l. vpochodoval do Sýrie s armádou o síle 120,000 mužů, zatímco Egypťané měli u Megida i u Kadeše armádu čítající přibližně 20,000 mužů. Salmanassar III. válčil 31 z 35 let, která strávil na trůnu. Vrcholem těchto bojů byla bitva u Karkaru, která se odehrála v roce 853 př. n. l. V této bitvě zvítězili Asyřané, ale měli velice těžké ztráty. Asyrská armáda zahrnovala v této fázi expanze úderné oddíly bojových vozů a jízdy, ale páteř tvořila pěchota. V armádě sloužili rolníci dočasně povolávaní přes léto, ale v době úrody opět propouštěni tak, aby nedošlo k narušení zemědělského kalendáře. V asyrské armádě hráli velkou roli lučištníci. Lučištníci podporovali útok válečných vozů střelbou zpoza štítů, kteří drželi kopiníci. Oba typy jednotek nosili typické asyrské kónické přilby a pláště bez rukávů až ke kotníkům - zřejmě z kůže s našitými svislými bronzovými pásy. Lukostřelci se také velmi podíleli na dobývání měst. Z výjevů na branách je zjevné, že už tehdy měl každý lukostřelec svého nosiče štítů, který ho chránil před střelami nepřátel. Po Salmanassarovi smrti vládli slabí králové. Říše osmdesát let upadala a následkem toho dospěla až do stavu podřízenosti svému nenáviděnému rivalovi Babylónu. Pak Tiglatpilesar III. (745–727 př. n. l.) říši znovu pozvedl. Provedl rozsáhlé reformy v armádě. Za jeho následovníků dosáhla říše největšího rozsahu. Tiglatpilesar III. nahradil rolníky branci z každé provincie a požadoval také kontingenty od vazalských států. Na obrazech z Tiglatapilesarovy doby je možné opět vidět dvojici lučištníků a nosiče štítů, ale štíty jsou na nich často nahrazeny vysokými přenosnými stěnami z rákosu, pokrytými kůží nebo kovem a v horní části zakřivenými, aby byla dvojice chráněná i před střelami pod strmým úhlem. V letech 700 př. n. l. už byly také používány jiné formace. V Britském muzeu jsou vystaveny panely z Ninive z doby mezi léty 700 a 692 př. n. l., které zobrazují scény ze Sinacheribových tažení. 

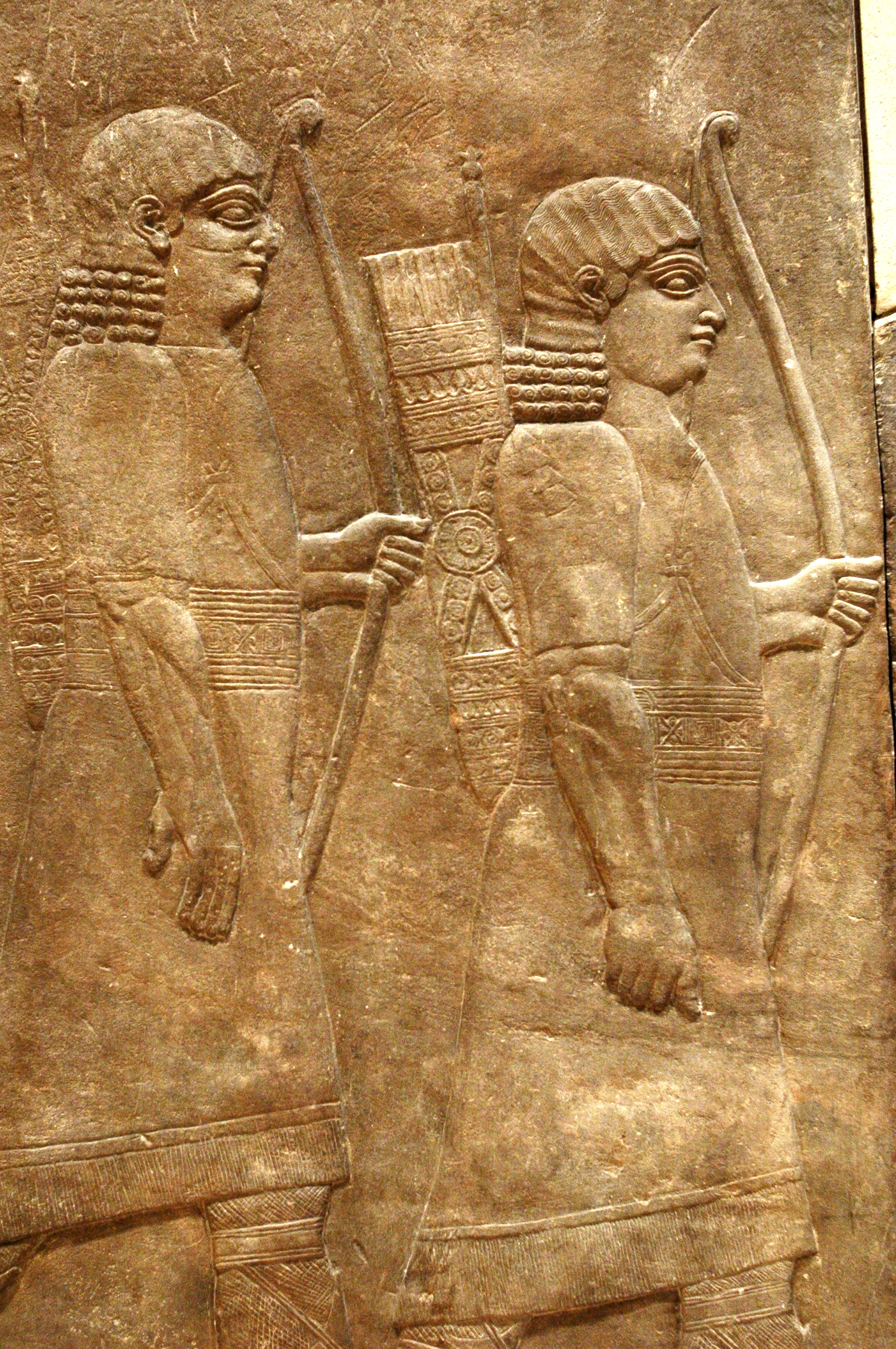
Osobní strážci krále Aššurbanipala

Na jednom je vidět útok na židovské město Lachiš v roce 701 př. n. l. V popředí stojí falanze podobná formace úderných jednotek hluboká šest až sedm řad vyzbrojená kruhovými štíty a dva metry dlouhými oštěpy vztyčenými nad hlavou. Vojáci mají také zkrácené pláště a nové přilby s hřebenem z koňské hřívy - mohou to být přilby Kisir Šarruti (Královské gardy). Za nimi stojí šest až sedm řad lučištníků, z nichž někteří nemají žádné brnění a jiní dlouhé pláště podobné těm, které nosili jejich předkové. Následují tři řady prakovníků v brnění. Síla střelecký jednotek byla opravdu hrozivá (asyrský kompozitní luk dokázal dostřelit na vzdálenosti 650 metrů). Nehledě na formace však asyrská pěchota dokázala obléhat, útočit v poli i bojovat proti guerille a všechny její jednotky dokázaly spolupracovat s jinými jednotkami pěchoty i dalších typů zbraní.

## Pěchota Peršanů
V roce 550 př. n. l. perský vládce Kýros II. svrhl posledního médského krále Astyaga a pak vedl několik tažení s cílem dobýt Babylón a Anatolii. Kýrovi nástupci přidali Egypt, severní Indii a část jihovýchodní Evropy. Perská armáda té doby byla založena na odvodech z provincií a byla obrovská i na poměry, které vládly o 2000 let později. Jednotky byly organizovány do bazarabam (tisíců), děleny na sataba (stovky) a pak dathabam (desítky). Páteř raných perských armád tvořila pěchota, která spoléhala na masivní nasazení lučištníků, jejichž ochranu zajišťovali nosiči štítů, kteří je doprovázeli. Přední řadu pěchotních formací tvořili sparabara (nosiči pavéz), přičemž spara byl obdélníkový štít z rákosu potažený kůží, sahající od kotníků do výšky ramen. Každý dathabam byl rozvinut do řady po deseti mužích a za štítonoši stáli lukostřelci. Velitel štítonošů nesl dva metry dlouhé kopí, sloužící pro obranu celé sekce a pokud padl, museli se lučištníci bránit sami, jak nejlépe dovedli krátkými zakřivenými meči bez špice. Je zajímavé, že Peršané zpočátku nepoužívali kompozitní luky, ale pouze jednoduché luky s účinným dostřelem kolem 150 metrů. Perští lukostřelci dokázali účinně podporovat útočící jízdu, ale jejich střely neměly dostatečnou sílu, aby zabránily útoku odhodlaných úderných jednotek, jak se ukázalo v bitvě u Marathónu a v bitvě u Platají. Jakmile došlo k boji muže proti muži s Řeky a Makedonci měli Peršané nevýhodu v nedostatečném brnění. Není tedy překvapující, že kdekoli to bylo možné, snažili se Peršané střílet zpoza připravených pozic nebo přírodních překážek. Kromě Peršanů a Médů tvořily hlavní část perských armád kontingenty z podrobených zemí. Tito vojáci používali vlastní národní zbraně, organizaci a taktiku.

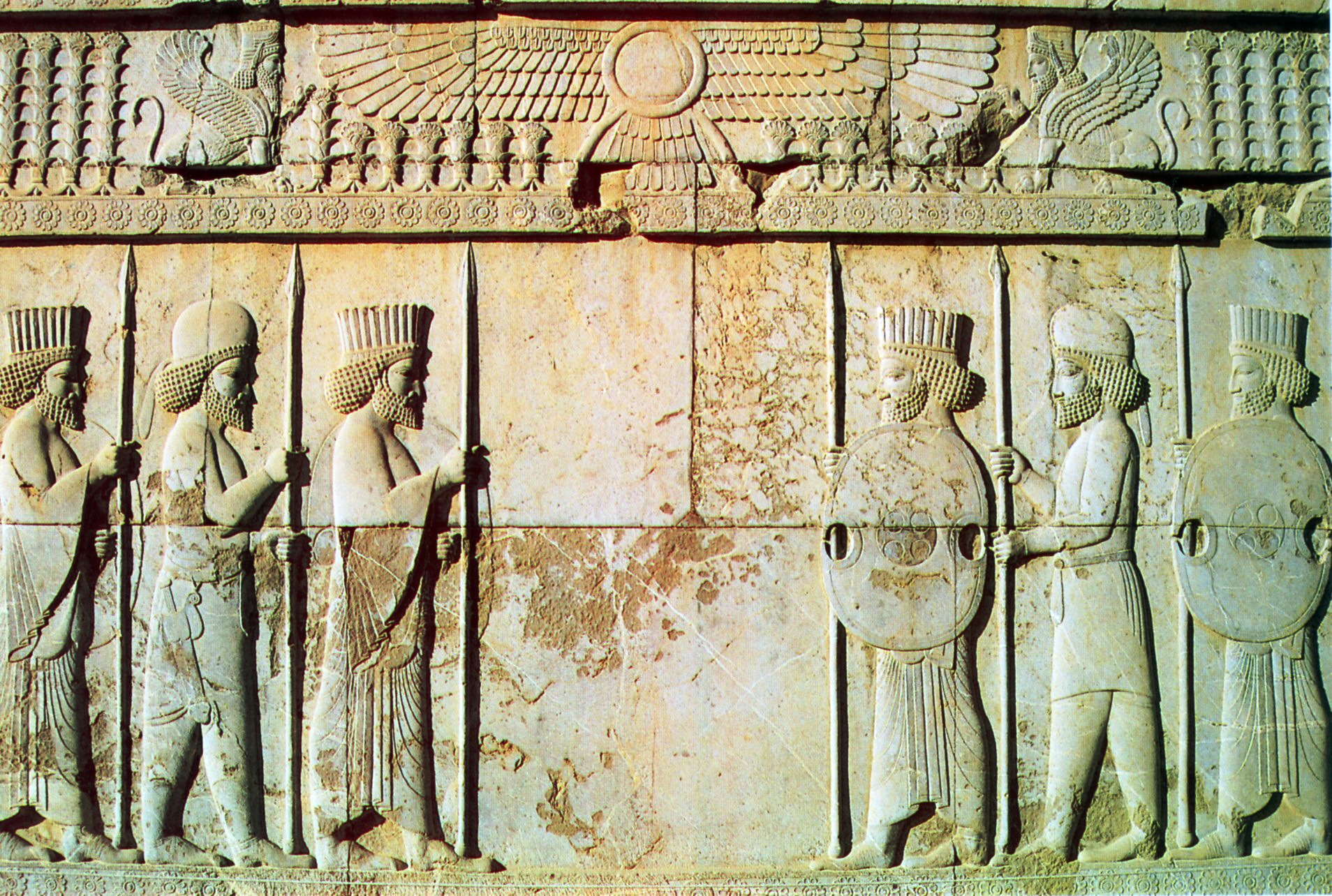
Zde jsou zobrazeni perští a médští vojáci

Perská armáda se pak dalších sto padesát let vyvíjely, částečně na základě zkušeností z bojů s Řeky. V letech 490 - 479 př. n. l. přišly pokusy o nápravu nedostatku těžké pěchoty vyzbrojením kurdských, mýsijských a dalších žoldnéřů štíty a kopími. Peršané také často najímali řecké žoldnéře, hlavně těžkooděnce. Existovala také jednotka zvaná Kardaka, což byli mladí perští šlechtici. Tyto jednotky byly podle Ptolemaia těžká pěchota.

## Řecká pěchota
V porovnáni s armádami Blízkého Východu se zdály být armády starověkého Řecka malé, technicky zaostalé a takticky jednoduché, ale Řekové Peršany zdrcujícím způsobem porazili u Marathónu a u Platají. V roce 480 př. n. l. pouhých 7000 Sparťanů a jejich spojenců dokázalo zastavit nejméně desetinásobný počet Peršanů u Thermopyl. Řecká vojenská kultura se od blízkovýchodní velmi lišila: Etika válečníka zůstávala silná, takže armády spoléhaly na agresivní útoky úderných jednotek bojujících ve falangách. Těžkooděnci pocházeli ze soukromých oddílů bohatých občanů, měli tedy osobní zájem na úspěchu bitvy a byli intenzivně naočkováni nacionalistickou ideologií s hrdinskými mýty. Za doby temna v Řecku připomínaly boje neřízené rvačky. K radikálním změnám začalo docházet po roce 700 př. n. l., když v Korintě, Spartě a Argu vyvinuli falangu těžkooděnců. Politicko-kulturní kořeny falangy leží ve vzniku polis, který je datován zhruba do této doby. Hlavním požadavkem polis byla schopnost ubránit se v případě války. Extrémním případem byla Sparta, kde všichni muži byli po celý život jen vojáky a nesměli vykonávat jiné než vojenské povolání. Dokonce i v demokratických Athénách však všichni muži ve věku 17 a 59 let museli narukovat v případě války. Dá se tedy tvrdit, že falanga byla skupina spoluobčanů, kteří se postavili na odpor útočníkovi, a jejich motivaci tedy stěží mohla překonat motivace běžných odvedenců, profesionálních vojáků nebo žoldnéřů.

### Základní výstroj
Nejdůležitější součástí výzbroje těžkooděnce byl hoplon, tedy štít, který dal těmto jednotkám název (hoplíta). Hoplon byl vlastně mělký talíř ze dřeva, zprvu jen s okraji obloženým bronzem, později celý pokrytý bronzem, měřící v průměru 80–100 centimetrů. Měl dvojitou rukojeť složenou z koženého nebo kovového pásu napříč středem, kterým mohla být prostrčena paže až po loket a smyčky z kůže nebo provazu na okraji, za kterou mohl být držen rukou. Mohl být tedy držen na lokti a část váhy spočívala na rameni, takže se snadněji nosil, ale nebyl tak poddajný jako štít s jednou rukojetí. Hoplon byl ozdoben nějakým symbolem - zvláště populární byly tváře oblud, mínótaurů a dalších stvůr - ale Sparťané prosadili přísnou uniformitu a všechny jejich štíty byly zdobeny písmenem lambda, které znamenalo Lakedaimonioi, což bylo starověké jméno Sparťanů.

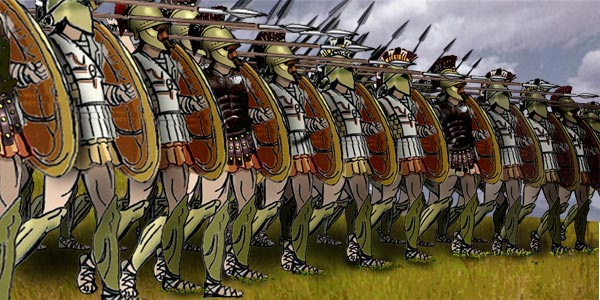
Moderní rekonstrukce falangy

 Další výraznou součást vybavení těžkooděnce tvořila přilba a opět existovalo několik variant. Nejčastějším typem byla korintská, která zakrývala celou hlavu a tvář, jen pro oči a ústa v ní byl výřez ve tvaru písmene T a pozdější varianty měly také kryt nosu. Hoplíté také používali brnění. Od 6. století př. n. l. se začaly používat chrániče slepené z mnoha vrstev látky tak, že celková tloušťka činila až 5 centimetrů. Tyto chrániče kryly ramena a trup a patřila k nim suknice, která chránila břicho a podbřišek, většinou rozdělena tak, aby umožňovala chůzi a běh. Výbavu těžkooděnce pak doplňovaly chrániče holení, často vytvarované podle svalů nositele.
Hlavní zbraní těžkooděnce bylo kopí, určené k bodání, dlouhé přibližně 1,5 až 2,5 metru s ratištěm z jasanu, železným plochým hrotem a bronzovou patkou. Bylo nalezeno mnoho mečů, ale od 5. století př. n. l. se ustálily dva hlavní typy: jeden byl dlouhý přibližně 60 centimetrů, čepel byla oboustranná, měla tvar listu a sloužila k sekání. Druhý byl etruského nebo makedonského původu s ostřím jen na jedné straně a zakřivenou rukojetí. Meče byly používány čistě jako záložní zbraň, hlavní zbraní úderných jednotek vždy bylo kopí.

#### Běžná taktika
Nejběžnější taktikou falangy byl přímý postup a kontakt s nepřítelem. Thúkydidés popisuje postup dvou armád u Mantineie: Protivník postupoval divoce a zlostně, zatímco Sparťané postupovali pomalu ze zvuku píšťal. Tento zvyk neměl nic společného s náboženstvím, hudba měla udržet stejný krok, aby se jejich řady za pochodu neroztrhaly. Sparťané a později také jiní do boje pochodovali za zvuku bojových písní, které je vyzývaly k tomu, aby napodobili své neporazitelné předky. Podle soudobých svědectví se zdá, že boje falangy proti falanze byly směsice přetlačování štíty – othismos (strkání) - a bodání kopími, dokud jedna strana nepovolila. Thúkydidés v popisu bitvy u Délia (424 př. n. l.) vypráví o urputných bojích na thébském levém křídle, kdy do sebe vojáci byli zaklesnuti štíty tak dlouho, dokud jeden z nich nepovolil, čímž v liniích Thébanů vznikly mezery, do kterých Athéňané posílali svou lehkou pěchotu. Dalším důkazem důležitosti velkého tlaku je rostoucí hloubka falangy, která dosáhla vrcholu padesáti řadami Thébanů u Leukter, a protože jejich velitel Epameinondás si přál, aby ho potěšili a udělali ještě jeden krok, je docela možné, že jeho falangy Sparťany v podstatě převálcovaly. Takže i když falanga nerozdrtila nepřítele při prvním kontaktu, mohla ho porazit postupným oslabováním, přičemž nejdůležitější faktory byla hloubka formace a bojové odhodlání zúčastněných.

#### Peltasté a další lehké jednotky
Stejně jako těžkooděnci (hoplíté) také peltasté dostali název podle štítu, který používali. Pelta byl půlkruhový proutěný štít s jednou rukojetí ve středu, potažený kozí nebo ovčí kůží. Přestože se běžně používala v mykénském období, je pelta kolem 5. století př. n. l. spojována s útočnými jednotkami, které se všeobecně označují jako peltasté. Nejvíce však tento název přísluší horským kmenům z Thrákie (v současnosti severovýchodní Řecko a jižní Bulharsko) odkud štít pelta pochází. Thrácké kmeny bojovaly v lesnatých horských regionech a jejich taktika byla založena na náhlých útocích, léčkách a krátkých potyčkách, díky čemuž se Thrákové stali nejuznávanějšími lehkými pěšáky starověku.

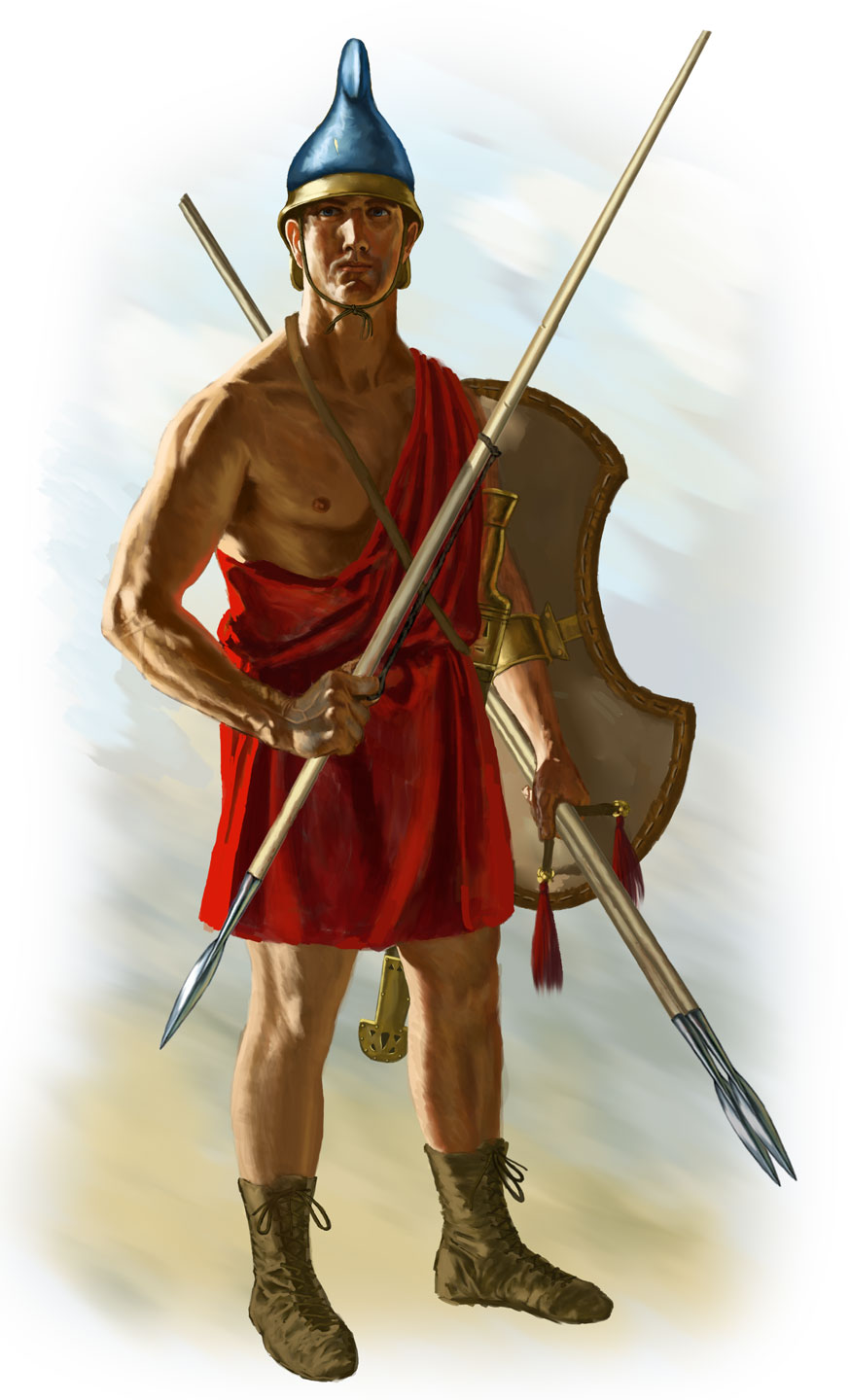
Zde je zobrazen peltast. Povšimněte si jeho oštěpů a štítu pelta.

 Thráčtí peltasté sloužili jako odvedenci v perské armádě, která napadla Řecko v roce 480 př. n. l. a jako žoldnéři v řecké armádě od peloponéských válek dále. Během peloponéských válek začaly řecké armády využívat kromě úderných jednotek (hoplíté) také útočné jednotky (peltasté) a střelecké jednotky (lučištníky, prakovníky) a v taktice falangy se odrazila nutnost s těmito jednotkami spolupracovat a bránit se proti stejným jednotkám nepřítele.

### Význam lehké pěchoty
Řecké armády začaly se zařazováním lehké pěchoty do armád v letech kolem roku 490 př. n. l. a Hérodotos tvrdí, že u Platají měli Athéňané 800 lučištníků. Avšak lehká pěchota nebyla pravidelnou složkou žádné řecké polis. Nedostatek lehké pěchoty například pocítil během peloponéské války athénský velitel Démosthenés, když vedl jednotky hoplítů a menší počet lučištníků do hor Aitólie ve středním Řecku. Stejně jako Thrákové, také Aitólové obývali divokou krajinu a vypracovali si válečnou taktiku, která takový terén dokonale využívala. Démosthénovi hoplíté byli poraženi způsobem, který byl později nazván partyzánská válka:
Sbíhali se ze všech stran z hor, vrhali svá kopí a utíkali zpět, kdykoliv athénská armáda postoupila a objevili se okamžitě, když se na chvíli stáhla zpět. Po jistou dobu probíhal boj tím způsobem, při kterém se střídal postup vpřed s ústupem vzad. V obou případech však na tom byli hůře Athéňané, kteří se nicméně dokázali držet tak dlouho, dokud nedošly lučištníkům šípy a, přičemž sami byli jich schopni využít, takže lehce ozbrojení Aitólové padali v jejich dešti k zemi. Jakmile však velitel lučištníků padl, jeho muži se rozprchli.... vojáci byli neustálým manévrováním vyčerpáni.... Mnozí byli zabiti, když vběhli do koryt vyschlých řek, ze kterých nebylo úniku, nebo umírali na jiných částech bojiště, když ztratili cestu. Thúkydidés.
V dobách následujících po korintské válce z let 395–387 př. n. l. se lehké jednotky staly nedílnou součástí řeckých armád, jejichž hlavní inspirací byl talentovaný vojenský inovátor Ífikratés z Athén. V počátečních fázích války podporoval Ífikratés korintskou stranu a s využitím velkých námezdních sil, včetně Thráků, zorganizoval několik vpádů do Arkádie ve střední části ostrova Peloponés. V roce 390 př. n. l. byla spartská armáda zničena poblíž Korintu. Peltasté neustále útočili na Sparťany a kdykoliv je chtěli Sparťané dostihnout, peltasté rychle utekli a vzhledem k jejich lehké výzbroji je nebyli Sparťané schopni dostihnout. Po skončení války pronajímali Athéňané Ífikrata a jeho peltasty mnoha zákazníkům, včetně perského krále Artaxerxe. V perské armádě bojovali při potlačování povstání Egypťanů a vedli si více než dobře. Ovšem nemáme záznamy o použití této lehké falangy v bitvě. Její vliv na makedonskou falangu však není možné opomenout.

### Filip II. a makedonská falanga
Poté, co se Filip II. stal roku 359 př. n. l. makedonským králem, zahájil řadu vojenských reforem, díky nimž proměnil špatně disciplinované feudální odvedence v jednu z nejimpozantnějších armád klasické doby. Filip profesionalizoval makedonskou armádu zavedením vojenského cvičení i v dobách míru, dále pravidelným, strukturovaným platem a přidělováním pozemků vysloužilcům po ukončení vojenské služby. Jednotky prodělávaly pravidelný výcvik a pochody s plnou výstrojí, jejichž cílem bylo posílit fyzický stav a instinktivní disciplinovanost vojáků. Spolu s těmito základními změnami probíhala řada úprav organizačních. K nejdůležitějším patřilo zavedení nového typu falangy. Filip se při rekonstrukci makedonské armády pravděpodobně inspiroval z několika zdrojů. V letech 368 až 365 př. n. l. byl totiž jako rukojmí v Thébách a tam se zřejmě naučil mnohé o řecké falanze. Dále se nechal inspirovat Ifikratem a jeho peltasty.
Filipova nejradikálnější inovace se však týkala výzbroje. Hlavní zbraní makedonského a helénského falangisty byla sarissa, tedy obouruční kopí nesené pod rukou, podobné tomu zavedenému Ífikratem. Filipem převzatá sarissa snad měla jeho hoplítům zajistit výhodu delšího dosahu oproti kopím řeckých armád a používala se i proto, že dvouruční zbraň lze obtížněji odrážet. Podle Polybia, řeckého dějepisce z 2. století př. n. l., byla sarissa dlouhá 6–7 metrů, přičemž 4 metry z ní vyčnívaly před hoplíty, kteří se připravovali k úderu. Makedonská falanga postupovala ve dvojnásobné síle, takže představovala hustou hráz kopí, za kterými pochodovaly mohutné řady mužů. Filip také zvolil formaci založenou spíš na množství než na schopnostech jednotlivce, protože většina mužů v makedonském vojsku byli zemědělci, kteří by se v boji nedokázali řeckým hoplítům vyrovnat. Hoplít makedonské armády měl méně brnění, proto byla makedonská falanga značně pohyblivější než řecká.
Makedonská armáda byla mohutná a organizovaná, ale měla i svou slabinu. Pro její účinnost bylo nutné, aby si muži vzájemně důvěřovali, protože každý jednotlivec kryl svým štítem svého spolubojovníka a každý oddíl tak fungoval jednotně, proto taky muži, kteří falangu tvořili, museli za všech okolností udržet sevřené řady, což ovšem se správným výcvikem vojáků a jejich disciplínou nebyl ve Filippově armádě problém.

## Římská pěchota

### Pěchota římské republiky
Až do 6. století př. n. l. byly kmeny vnitrozemské Itálie silněji ovlivněny keltskou halštatskou kulturou ze severu než Řeky na jihu. Vliv keltské kultury je patrný i v římské vojenské historii. Bojové prostředky byly v úzkém vztahu s kmenovým modelem a existují důkazy o existenci elitního řádu vítězů a válečných kněží zasvěcených bohu války Martovi, otci Romula a Rema, legendárních zakladatelů Říma. Římané zpočátku bojovali pouze meči; čepele dlouhé až 70 centimetrů byly nalezeny spolu s bronzovými hroty šípů. Přilbice kalottského typu měli bronzové, zprvu ve tvaru hrnce, a nosili je jako klobouky. Brnění chránilo především hruď.

Okolo roku 600 př. n. l. si Řím podrobili Etruskové, národ neznámého původu, jehož kultura byla soustředěna do několika velkých městech na severu Itálie.

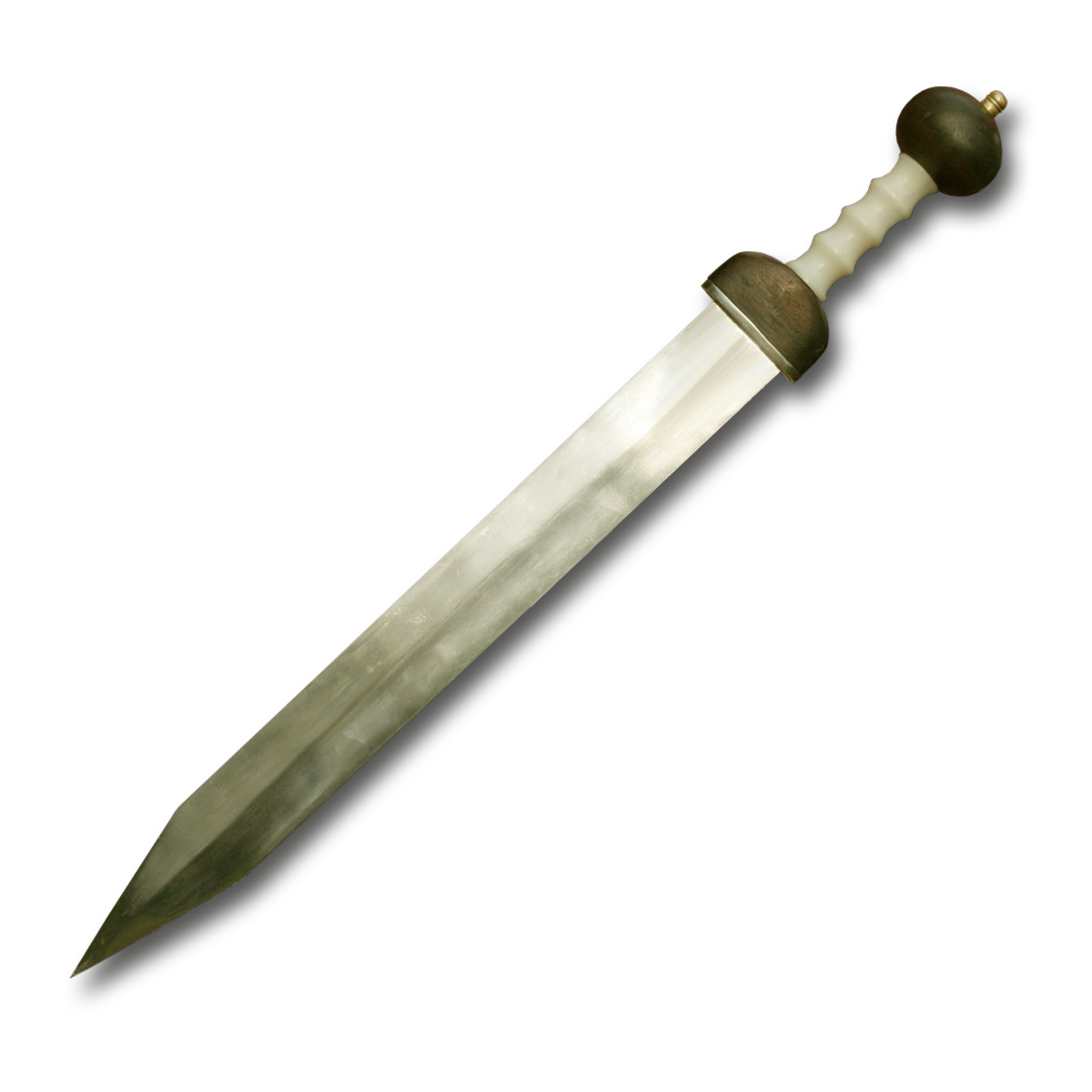
Takto vypadal římský meč gladius

 Krátce před dosažením nadvlády převzali do svého arzenálu falangu hoplítů a zavedli její organizaci v Římě a ostatních podrobených národech. V etrusko-římské armádě sloužili všichni dospělí mužští obyvatelé státu. Lid byl rozdělen do voličských tříd známých jako centurie (setniny), přičemž každá ze tříd se na své náklady sama vybavovala pro případ války v rozsahu odpovídajícím jejím finančním možnostem. Římané vyhnali Etrusky koncem 6. století př. n. l., falangu řeckého typu si ale zřejmě ponechali. V mnoha bitvách s Galy a Samnity se však ukázala její slabost. Samnité žili v drsné a hornaté zemi, takže většina z nich byla ozbrojena oštěpy, štítem a lehkým brněním. Římané se z těchto bitev poučili a zavedli legie. Legie byly rozděleny do manipulů, z nichž každý tvořily dvě centurie. V legiích byli hastati, principes a trirarii. Hastati byli mladíci ozbrojení kopím (později mečem), štítem a lehkou výzbrojí. Principes byli skvěle vyzbrojení muži na vrcholu sil. Trirarii byli staří veteráni ozbrojení kopím a silným brněním.

#### Další reformy

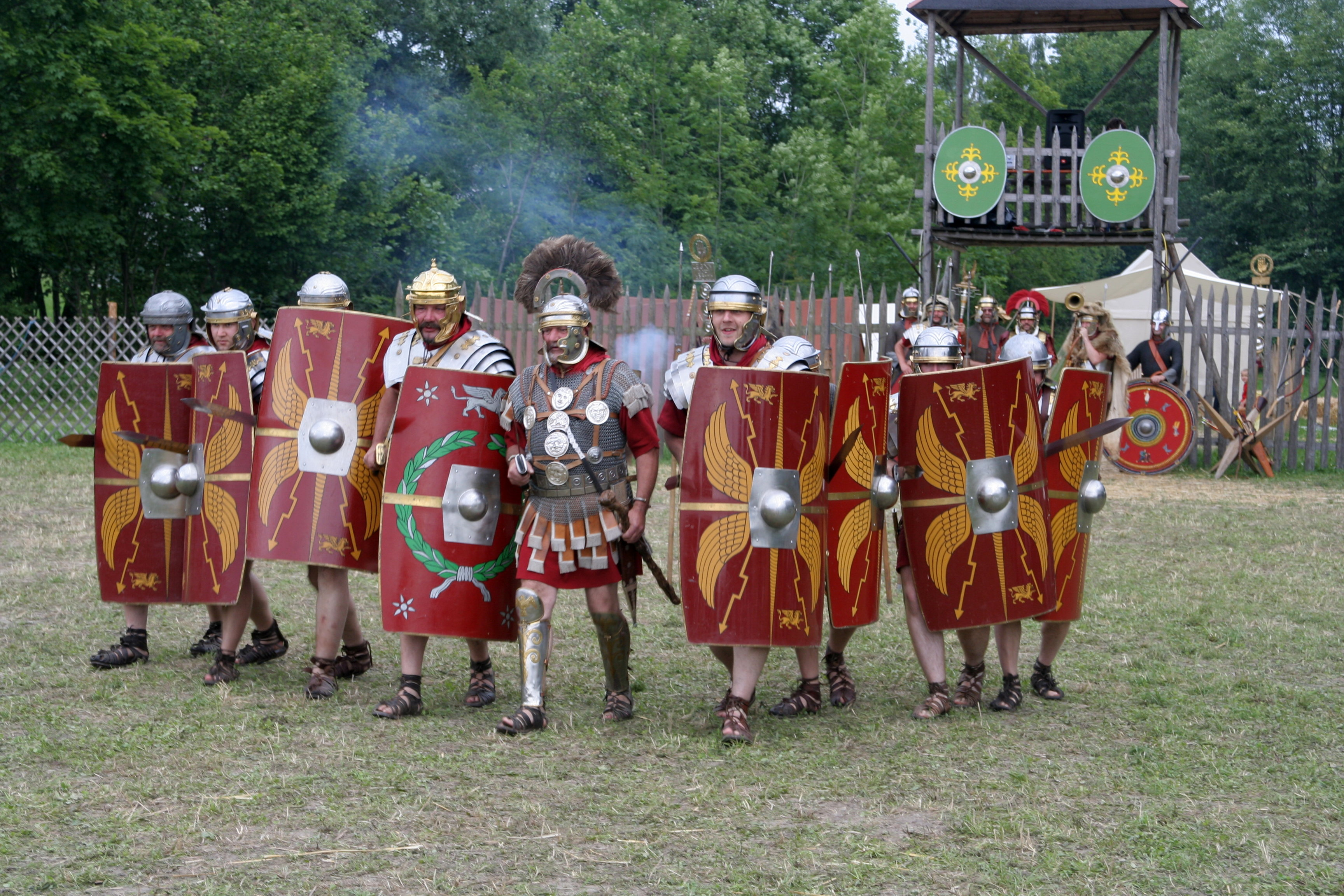
Zde vidíme římské legionáře, jak se připravují k útoku. Povšimněte si štítu scutum.

Římské legie prošly dalšími reformami po střetnutí s rychlými a obratnými kartaginskými armádami během punských válek. Pokud jde o armádu, jedná se stále o milici složenou z občanů střední a vyšší třídy. Od každého muže se očekávalo, že bude konat vojenskou službu v trvání šestnácti let, až do věku 46 let, ke které v době války každoročně nastupoval. Povaha římské branné moci se však pozvolna měnila: od roku 392 př. n. l. dostávali vojáci pravidelný plat, takže tato armáda připomínala spíš moderní armádu složenou z profesionálů než z odvedenců. Povinnost vykonávat vojenskou službu během dlouhých válek ve 4. a 3. století př. n. l. vedla k tomu, že se z mnoha legionářů stávali prakticky vojáci z povolání. Legionářům byly poskytovány stále častější úlevy z majetkových odvodů a po katastrofální porážce u Kann byli povoláváni k vojsku rolníci, ba dokonce otroci. Legie měla 4200 mužů, přičemž tento stav mohl být rozšířen až na 5000. Legie byla rozdělena do centurií po 80–100 mužích a dvě centurie tvořily jeden manipul, tedy hlavní taktickou jednotku římské armády té doby.
Každý muž měl k ochraně scutum (štít) a jeho výzbroj tvořila dvě pila, (oštěpy). Pila byla dvojího druhu - silná a slabá. Některá silná pila jsou okrouhlá o průměru délky dlaně, jiná čtvercová. Každé je vybaveno hlavicí se zpětnými háčky o stejné délce ratiště. Hlavice byla pevně připevněna k dřevci několika nýty, takže v akci železo prasklo dříve, než se oddělilo, ačkoliv v místě kontaktu se dřevem byla jeden a půl prstu silná; tak velkou péči věnovali jejímu pevnému připevnění. Polybios
Hastati a principes byli vyzbrojeni především mečem gladius hispaniensis, který Polybios popisuje jako vynikající, ostrý a silný meč. Gladius patrně převzali od španělských keltiberských kmenů po druhé punské válce. Byl vykován ze železa a čepel měl dlouhou 50 centimetrů. Jeho dlouhá špice nasvědčuje, že byl používán k bodání (je účinnější než sekání). Římské manipuly poskytovaly více prostoru než těsné řecké falangy. V tomto případě se boj skládal z pestré směsice jednotlivých soubojů. Římané tímto způsobem vítězili především díky vynikajícímu výkonu jednotlivých dokonale vycvičených šermířů.

### Pěchota římského impéria

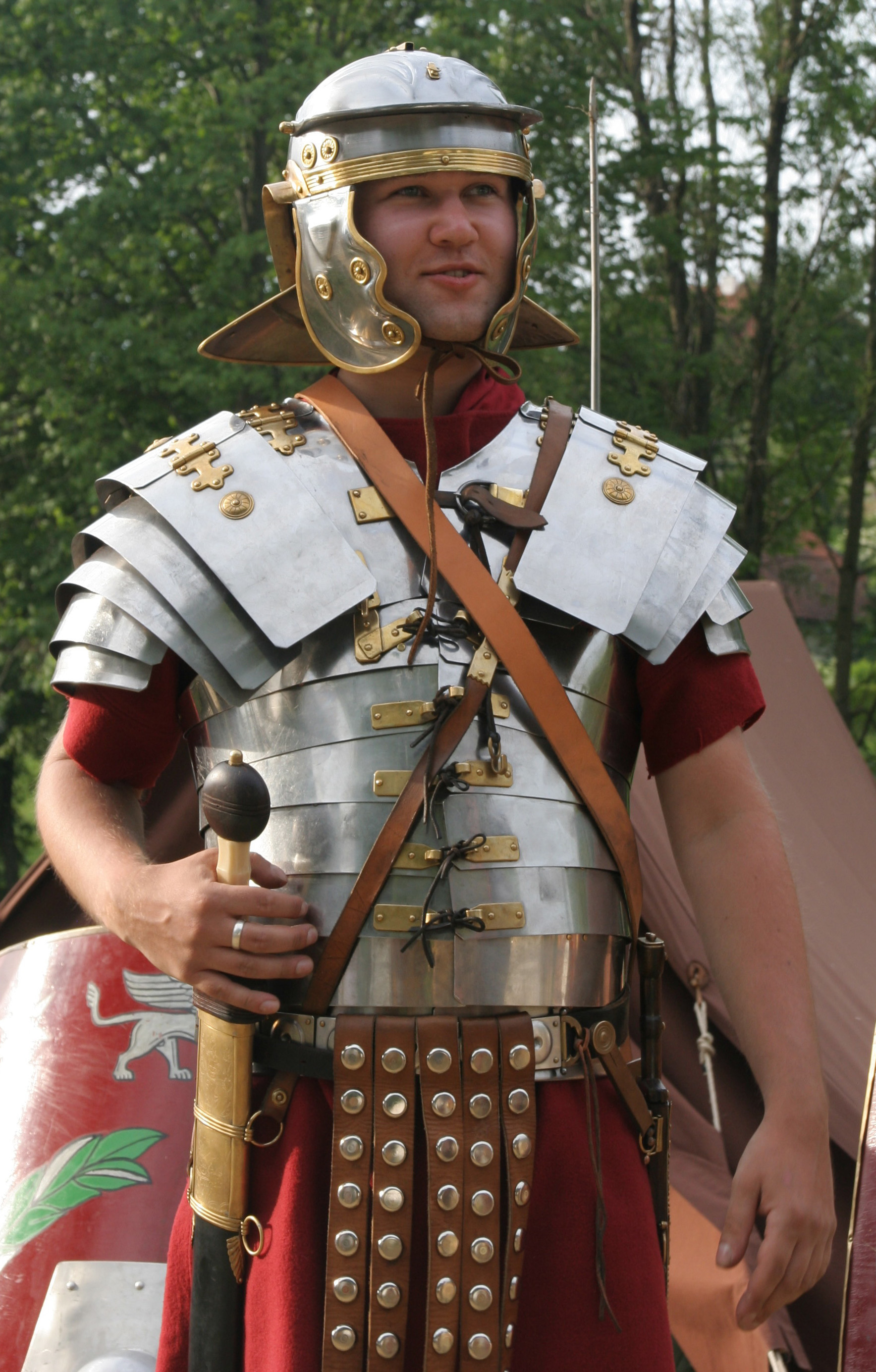
Takto vypadal římský voják v raných dobách římského císařství. Povšimněte si brnění lorica segmentata

První římský císař Augustus stejně jako jeho velký strýc Caesar poznal, že vojenský úspěch je vynikajícím předpokladem politické popularity, a proto politiku opatrné expanze střídal se zdokonalováním obrany impéria. Tento vývoj pokračoval až do doby, kdy germánský vůdce Arminius v roce 9 n. l. v Teutoburském lese zničil tři římské legie. Augustus svého následníka Tiberia zrazoval od dobyvačných válek. Přesto však došlo k dalším výbojům: v roce 43 n. l., kdy císař Claudius nařídil invazi do Británie, a v letech 100 n. l. až 115 n. l., kdy císař Traianus dobyl Dácii (současné Rumunsko) a Mezopotámii. Traianův následník Hadrianus přijal pasivní defenzivní politiku.
Strategie římské říše vyžadovala pouze malou profesionální armádu. V roce 31 př. n. l. bylo k dispozici 60 legií, ale Augustus jejich počet snížil na 28 legií tvořených délesloužícími dobrovolníky. Tradiční šestnáctiletá vojenská služba z dob války byla zavedena pro odvedence jako minimum. Požadavek vlastnictví majetku byl zcela zrušen, takže nyní mohl do armády vstoupit kterýkoliv římský občan, který prošel výběrem. Každé legii velel legát (senátor jmenovaný přímo císařem) a šest tribunů. Organizace se podobala té, kterou zavedl Gaius Marius. Deset kohort se tedy skládalo ze šesti centurií po 80 mužích, přičemž první kohorta byla rozšířena o 5. centurií dvojnásobné velikosti až na celkový počet 800 mužů. Vybavení legionáře prošlo pouze omezeným vývojem. Pilum používali nejpozději do roku 200 n. l. ve tvaru podobném jako v dobách republiky, ale bylo podstatně lehčí. Meč se zkrátil, typická čepel měla délku přibližně 50 centimetrů, ale relativně delší hrot, což naznačuje, že se jednalo o čistě bodnou zbraň. Legionáři dále nosili kroužkové brnění (lorica hamata), a to až do závěru 1. století, kdy ho postupně nahradil výrazně římský kus lorica segmentata, brnění vyrobené ze železných pásků spojených háčky, řemínky nebo pásky. Zhruba ve stejné době byl původně oválný štít zvaný scutum nahrazen štítem obdélníkovým, vyrobeným z vrstev dřeva pokrytého kůží, jehož strany chránil bronzový plech. Pokud jde o přilby, uniformita byla pouze minimální. Nejvíce se používala přilba galská, pojmenovaná tak proto, že ji vyráběli zbrojíři v Galii.

#### Pomocné sbory
Římské legie tvořily hlavní údernou složku římské armády, která čelila největší hrozbě. Práce v kasárnách a dobrovolné operace spočívaly na bedrech pomocných sborů; tato auxilia byla sestavena z neřímských občanů a podrobených národů římské říše. Pomocné sbory dále podporovaly legie při větších střetnutích. Auxilia se skládala z kmenových odvedenců, námezdních vojáků nebo spojenců; od dob císaře Augusta bylo k dispozici nejméně 70 kohort pomocných pěších sborů sestavených z délesloužících profesionálů organizovaných podobně jako kohorty legionářů. Každá kohorta pomocných sborů se rekrutovala z konkrétní provincie římské říše a její název označoval provincii, odkud pocházela. Od konce 1. století n. l. však byly kohorty často sestavovány jinde a odvody z nových oblastí vedly k velké rozmanitosti v jejich etnickém složení. Hlavní pobídku pro odvedence představovala perspektiva, že po dokončení 25 let služby bude vojákům pomocných sborů a jejich potomkům uděleno římské občanství s veškerými právy. Kohorty se skládaly z lučištníků, prakovníků nebo těžké pěchoty. Výstroj pomocných sborů za vybavením legií zaostávala nejméně o jednu generaci.

#### Taktika armády Římské říše

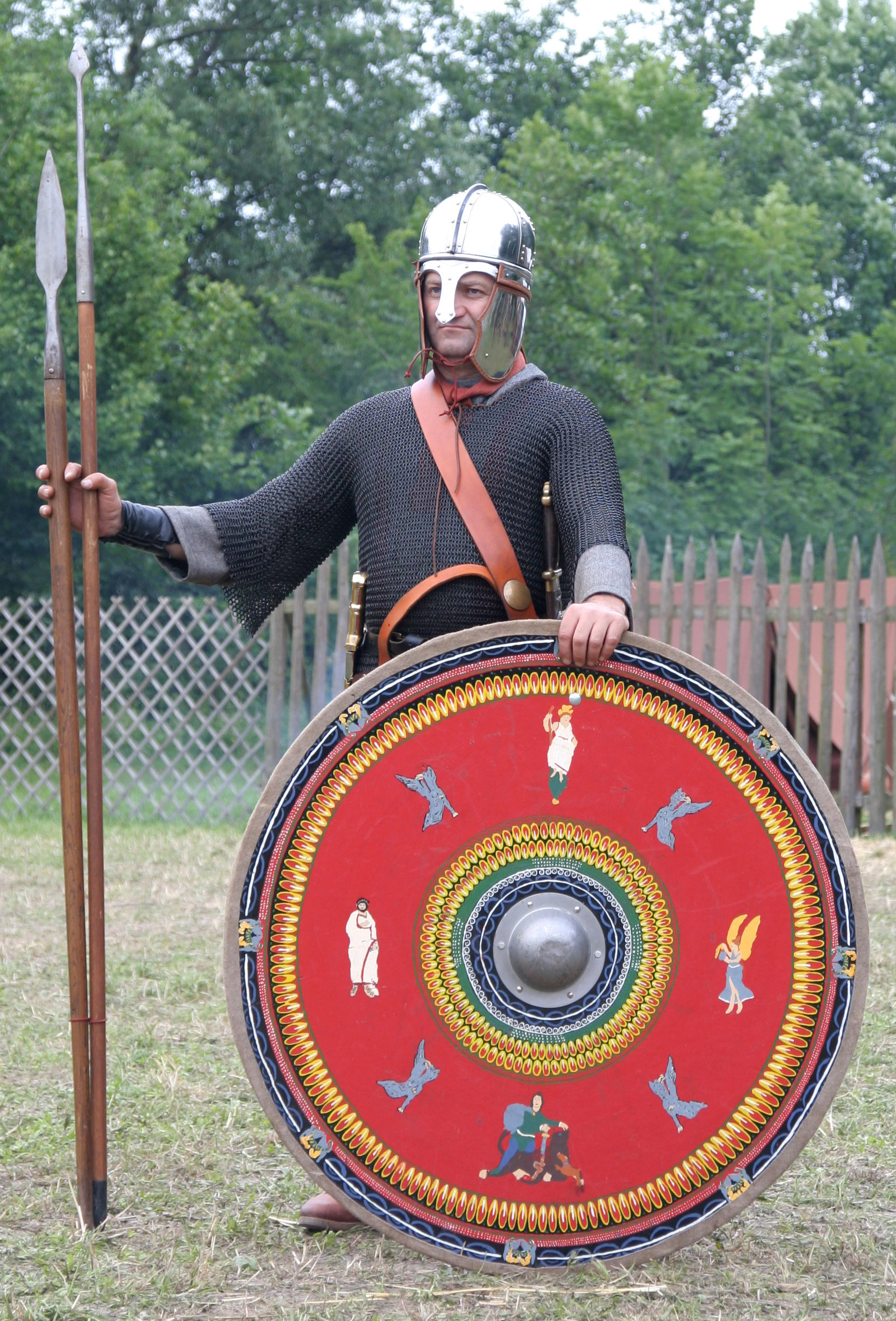
Zde můžete vidět římského legionáře ze třetího století n. l. Povšimněte si nedostatku brnění.

V době raného římského císařství nebyly velké bitvy v poli příliš časté. Spíše se jednalo o tažení proti vzbouřencům, které obvykle ukončil útok legií proti jejich opevnění. Z válečných tažení se stala spíše rutinní logistická a technická záležitost než taktický problém. Pro toto období je příznačná doktrína, která spoléhala na mohutnou sílu střel. Když budoucí císař Vespasianus v roce 68 n. l. obléhal židovské město Jotapata, každý den začal útokem s bombardováním, jehož se zúčastnilo nejméně 350 vrhačů střel a 700 lučištníků. Když jeho syn Titus o dva roky později dobýval Jeruzalém, měl patrně podporu 700 vrhačů střel. Důležitost střelecké síly v bitvách v poli stále rostla; proti Alanům v roce 135 n. l. rozmístil Arriános své dvě legie za zeď ze sevřených štítů, za níž stály dvě řady lučištníků a vrhačů střel, které zpoza ochranné barikády tvořené legiemi jezdectvo Alanů rozstřílely. Pod ochranou střelecké síly útočily legie na opevněné pozice a při tom někdy používaly zvláštní formace. Nejznámější z nich je testudo (želva). Tato formace dokumentuje úroveň výcviku armády Římské říše, protože k jejímu provedení bylo zapotřebí velice intenzivního výcviku.

#### Úpadek římské pěchoty
Od poloviny 2. století n. l. představovaly hlavní vnější ohrožení Říma barbarské kmeny Germánů. Pokles účinnosti římské armády byl způsobem expanzí, která měla čelit hrozbě barbarů. Vojenská služba se stala povinnou, což byl velice nepopulární krok, který přispěl k úpadku armády. Byl kompenzován odvody barbarů. To zase vedlo k barbarizaci římských zbraní a taktiky. Taktická výhoda, které bylo dosaženo profesionalizací, tedy vynikající výzbroj a taktika legií z doby republiky a počátku římského impéria, byla nakonec obětována strategickým krokům.
Hlavními zbraněmi římské pěchoty byl meč spatha, dýka, těžké kopí nazývané spiculum, kterým se dalo házet i bodat, a konečně lehčí kopí řečené vericulum. Spatha byl sekací meč s čepelí v délce 70,5 centimetru. Pravděpodobně byl odvozen z galského dlouhého meče a používala ho kavalérie z Augustova období. Mnoho pěšáků té doby brnění přestalo nosit, dokonce i přilbu, což byla značná nevýhoda, když se postavili Gótům, kteří své výpady doprovázeli deštěm střel, a později proti hunským jízdním lučištníkům. Brnění se skládalo téměř výhradně z přileb. Helmy nesly znaky nekvalifikované masové výroby, takže nedokázaly uspokojit potřeby nové armády odvedenců. Střelecká síla byla hrozivá a patrně měla zabránit barbarům, aby se dostali na dosah, kde by jejich velikost a zuřivost mohly rozhodnout o vítězi bitvy.